# 드와이트 D. 아이젠하워의 고별 연설

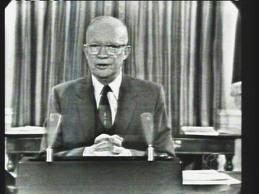
드와이트 D. 아이젠하워 대통령이 고별 연설을 하고 있는 모습

아이젠하워의 고별 연설(영어: Eisenhower's farewell address, 때로는 "아이젠하워의 국민 고별 연설"이라고도 불린다)은 드와이트 D. 아이젠하워가 제34대 미국 대통령으로서 1961년 1월 17일 TV 방송으로 전달한 마지막 대중 연설이다. 이 연설은 그가 직접 만든 용어로 알려진 군산 복합체의 잠재적 영향력에 대해 국가가 경계해야 한다고 주장한 것으로 가장 잘 알려져 있으며, 미래 계획과 막대한 지출, 특히 재정 적자, 연방 자금 지원을 통한 과학 지배의 가능성, 그리고 역으로 그가 "과학-기술 엘리트"라고 불렀던 것에 의한 과학 기반 공공 정책의 지배 위험에 대한 우려를 표명했다. 아이젠하워는 이 "엘리트"와 그들의 권력 위치를 만드는 데 중요한 역할을 했으므로, 그의 경고에는 아이러니한 요소가 있다. 이 연설과 아이젠하워의 Chance for Peace speech는 그의 행정부의 "북엔드"라고 불렸다.

## 배경
아이젠하워는 1953년 1월부터 1961년 1월까지 두 번의 임기를 완수하며 대통령으로 재임했으며, 재선에 출마하는 것이 임기 제한으로 금지된 최초의 미국 대통령이었다. 그는 냉전이 심화되는 와중에도 상당한 경제 성장을 이끌었다. 그의 국가 예산 중 세 번은 균형을 이루었지만, 지출 압력이 증가했다. 첨단 기술 전략을 기반으로 한 아이젠하워의 국방 정책은 국방 연구 산업의 규모를 확대하는 데 중요한 역할을 했다. 최근 1960년 미국 대통령 선거로 인해 존 F. 케네디가 당선되었고, 1세기 만에 가장 나이 많은 미국 대통령은 가장 젊은 선출직 대통령에게 권력을 넘겨주려 했다.

## 연설
1959년부터 아이젠하워는 동생 밀턴과 수석 연설문 작성자 말콤 무스를 포함한 연설문 작성자들과 함께 공직 생활을 마감하면서 최종 성명을 작성하기 시작했다. 이 연설문은 최소 21번의 수정을 거쳤다. 이 연설은 "확실히 엄숙하지 않은 시대에 엄숙한 순간"이었으며, "번영에 들떠 있고, 젊음과 매력에 도취되어 있으며, 점점 더 편한 삶을 추구하는" 국가에 경고했다.
우리가 사회의 미래를 들여다볼 때, 우리—여러분과 나, 그리고 우리 정부—는 오직 오늘만을 위해 살고, 내일의 귀중한 자원을 우리 자신의 안락함과 편의를 위해 약탈하려는 충동을 피해야 합니다. 우리는 자손들의 물질적 자산을 저당 잡히면서 그들의 정치적, 영적 유산을 잃을 위험을 감수할 수 없습니다. 우리는 민주주의가 앞으로 모든 세대에 걸쳐 생존하기를 원하며, 내일의 파산한 유령이 되기를 원하지 않습니다.

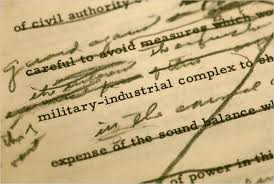
고별 연설 초안, 손글씨 수정본 포함.

아이젠하워는 군인 출신이자 20세기 유일한 장군 출신 대통령임에도 불구하고 자신이 "군산 복합체"라고 묘사한 것의 부패한 영향력에 대해 국가에 경고했다.
최근의 세계 분쟁이 있기 전까지 미국에는 군수 산업이 없었습니다. 쟁기 제조자들은 시간이 지나고 필요에 따라 칼도 만들 수 있었습니다. 그러나 우리는 더 이상 국가 방위를 위한 비상 임시변통의 위험을 감수할 수 없습니다. 우리는 엄청난 규모의 영구적인 군수 산업을 만들어야만 했습니다. 여기에 더해, 350만 명의 남성과 여성들이 직접 국방 시설에 종사하고 있습니다. 우리는 군사 안보에만 매년 모든 미국 기업의 순이익보다 더 많은 돈을 지출하고 있습니다.

이제 이 거대한 군사 시설과 대규모 무기 산업의 결합은 미국 경험에서 새로운 것입니다. 경제적, 정치적, 심지어 영적인 총체적 영향력은 모든 도시, 모든 주 의사당, 모든 연방 정부 기관에서 느껴집니다. 우리는 이러한 발전의 필수적인 필요성을 인정합니다. 그러나 우리는 그 심각한 함의를 이해하지 못해서는 안 됩니다. 우리의 노력, 자원, 그리고 생계가 모두 관련되어 있습니다. 우리 사회의 구조 자체도 마찬가지입니다.

정부의 협의회에서 우리는 군산 복합체가 의도했든 의도하지 않았든 부당한 영향력을 획득하는 것을 경계해야 합니다. 잘못된 권력의 재앙적인 증가 가능성은 존재하며 계속될 것입니다. 우리는 이 조합의 무게가 우리의 자유나 민주적 과정을 위협하도록 결코 허용해서는 안 됩니다. 우리는 아무것도 당연하게 여겨서는 안 됩니다. 오직 깨어 있고 지식 있는 시민만이 거대한 국방 산업 및 군사 기계와 우리의 평화적인 방법 및 목표가 적절하게 조화를 이루도록 강제하여 안보와 자유가 함께 번영할 수 있도록 할 수 있습니다.

### 과학-기술 엘리트
아이젠하워는 또한 연방 정부에 자금 조달이 집중됨에 따라 과학적 과정의 부패에 대한 그의 동반된 우려를 표명했으며, 그 반대의 경우도 마찬가지였다.
우리 산업-군사 태세의 sweeping 변화에 주로 책임이 있었던 것은 최근 수십 년간의 기술 혁명입니다.

이 혁명에서 연구는 핵심이 되었고, 더욱 공식화되고 복잡해지며 비용이 많이 들게 되었습니다. 점점 더 많은 부분이 연방 정부를 위해, 연방 정부에 의해, 또는 연방 정부의 지시에 따라 수행되고 있습니다.
...
연방 고용, 프로젝트 할당, 그리고 돈의 힘에 의해 국가의 학자들이 지배될 가능성은 항상 존재하며 심각하게 고려되어야 합니다.

그러나 과학적 발견을 존중해야 하듯이, 우리는 또한 공공 정책 자체가 과학-기술 엘리트의 포로가 될 수 있는 똑같이 반대되는 위험에도 경계해야 합니다.

## 유산
비록 훨씬 더 광범위했지만 아이젠하워의 연설은 주로 군산 복합체에 대한 언급으로 기억된다. 이 용어는 베트남 전쟁 시대에 수용되었으며, 21세기 논평가들은 그의 연설에서 제기된 여러 우려가 현실이 되었다는 의견을 표명했다.
이 연설은 오케스트라와 낭독자를 위한 오라토리오로 각색되었다. 이 연설은 1991년 영화 JFK의 오프닝에 묘사되었다.
2025년, 조 바이든 대통령은 자신의 고별 연설에서 아이젠하워의 연설에서 나온 "군산 복합체"라는 표현을 인용하며, "우리나라에 진정한 위험을 초래할 수 있는 기술-산업 복합체의 잠재적 부상에 대해 우려한다"고 말했다.

### 내용주
1. 1 2 3  McAdams, John. “Eisenhower's Farewell Address to the Nation”. The Kennedy Assassination. 2016년 1월 30일에 확인함.
2. 1 2  “Military-Industrial Complex Speech, Dwight D. Eisenhower, 1961”. Avalon Project. 2008. 2016년 1월 30일에 확인함.
3. 1 2  Damms, Richard V. (January 2000). 《James Killian, the Technological Capabilities Panel, and the Emergence of President Eisenhower's 'Scientific-Technological Elite'》. 《Diplomatic History》 24 (Oxford/Philadelphia: 옥스퍼드 대학교 출판부). 57–78쪽. doi:10.1111/1467-7709.00198.
4. 1 2  Susan Eisenhower, "50 Years Later, We're Still Ignoring Ike's Warning", The Washington Post, January 16, 2011, p. B3.
5. ↑  Frum, David (2000). 《How We Got Here: The '70s》. New York: Basic Books. 7쪽. ISBN 0-465-04195-7.
6. ↑  Nancy Gibbs, "When New President Meets Old, It's Not Always Pretty". Time, November 10, 2008.
7. 1 2  John Milburn, "Papers shed light on Eisenhower's farewell address". Associated Press, December 10, 2010. The Huffington Post. Retrieved 2010.12.10.
8. ↑  Hanft, Adam (January 18, 2011). "50th Anniversary of Eisenhower's 'Military-Industry Complex' Speech; Still Shocking on Many Levels". The Huffington Post.
9. ↑  "Eisenhower's Warning Still Challenges A Nation". NPR. January 16, 2011.
10. ↑  
틀:Unfit. 헤리티지 재단. January 17, 2011.
11. ↑  Zakaria, Farheed (August 3, 2011). "Why defense spending should be cut". The Washington Post.
12. ↑  Eisenhower farewell address musical score.
13. ↑  “The History Place - "Parkland and JFK" Movie Review”. 《www.historyplace.com》.
14. ↑  "Full Transcript of President Biden's Farewell Address". 뉴욕 타임스.